# Huergas de Gordón
Huergas de Gordón es una localidad española, perteneciente al municipio de La Pola de Gordón, en la provincia de León y la comarca de la Montaña Central, en la Comunidad Autónoma de Castilla y León.  
Situado sobre el arroyo Llombera, afluente del río Bernesga.
Los terrenos de Huergas de Gordón limitan con los de Vega de Gordón y Santa Lucía de Gordón al norte, Villar del Puerto, Valle de Vegacervera y Coladilla al noreste, Llombera al este, Candanedo de Fenar, Rabanal de Fenar y Brugos de Fenar al sureste, Puente de Alba, Peredilla y Nocedo de Gordón al sur, Olleros de Alba y Santiago de las Villas al suroeste, Cuevas de Viñayo, Piedrasecha, Portilla de Luna y Sagüera de Luna al oeste y Los Barrios de Gordón y La Pola de Gordón al noroeste.